# Norshahrul Idlan
Norshahrul Idlan bin Talaha (sinh ngày 8 tháng 6 năm 1986) là một cầu thủ bóng đá chuyên nghiệp người Malaysia, hiện đang chơi ở vị trí tiền đạo cho câu lạc bộ Sarawak United và đội tuyển quốc gia Malaysia. Anh còn được gọi là Mat Yo.

## Sự nghiệp câu lạc bộ

### FA Perak
Norshahrul sinh ra ở Besut, Terengganu. Anh chuyển đến Perak khi anh được 1 tháng tuổi. Anh ấy học tại một trường địa phương và bắt đầu chơi cho Đội Cup của Chủ tịch Perak FA khi mới 12 tuổi. Sau đó, anh được mời chơi cho đội bóng đá dưới 20 tuổi quốc gia Malaysia tại Giải vô địch trẻ AFC năm 2004 được tổ chức tại Malaysia. Anh ấy thực hiện một cú sút xa hoàn hảo và ghi mười bàn cho Malaysia. Malaysia sau đó chỉ lọt vào tứ kết. Sau giải đấu, anh trở thành tiền đạo thường xuyên của Perak.

### BG Pathum United
Sau khi được Pahang giải phóng hợp đồng, Talaha chuyển sang Thái Lan khoác áo BG Pathum United thi đấu tại Thai League 2020.

## Thống kê sự nghiệp

### Quốc tế
Tính đến 19 tháng 11 năm 2019
| Đội tuyển quốc gia | Năm       | Số trận | Bàn thắng |
| ------------------ | --------- | ------- | --------- |
| Malaysia           | 2007      | 1       | 0         |
| Malaysia           | 2009      | 7       | 1         |
| Malaysia           | 2010      | 9       | 2         |
| Malaysia           | 2011      | 4       | 0         |
| Malaysia           | 2012      | 13      | 1         |
| Malaysia           | 2013      | 6       | 1         |
| Malaysia           | 2014      | 11      | 1         |
| Malaysia           | 2015      | 1       | 0         |
| Malaysia           | 2016      | 5       | 0         |
| Malaysia           | 2018      | 11      | 6         |
| Malaysia           | 2019      | 12      | 2         |
| Malaysia           | Tổng cộng | 80      | 14        |

### Bàn thắng quốc tế
Bàn thắng của đội tuyển quốc gia Malaysia được ghi trước.
| #   | Ngày                 | Địa điểm                                                  | Đối thủ    | Bàn thắng | Kết quả | Giải đấu                 |
| --- | -------------------- | --------------------------------------------------------- | ---------- | --------- | ------- | ------------------------ |
| –   | 12 tháng 7 năm 2009  | Sân vận động Kuala Lumpur, Kuala Lumpur, Malaysia         | Zimbabwe1  | 4–0       | 4–0     | Giao hữu                 |
| 1.  | 11 tháng 11 năm 2009 | Sân vận động Petaling Jaya, Petaling Jaya, Malaysia       | Lesotho    | 2–0       | 5–0     | Giao hữu                 |
| 2.  | 1 tháng 12 năm 2010  | Sân vận động Gelora Bung Karno, Jakarta, Indonesia        | Indonesia  | 1–0       | 1–5     | AFF Suzuki Cup 2010      |
| 3.  | 7 tháng 12 năm 2010  | Sân vận động Gelora Sriwijaya, Palembang, Indonesia       | Lào        | 4–1       | 5–1     | AFF Suzuki Cup 2010      |
| 4.  | 9 tháng 12 năm 2012  | Sân vận động Quốc gia Bukit Jalil, Kuala Lumpur, Malaysia | Thái Lan   | 1–0       | 1–1     | AFF Suzuki Cup 2012      |
| 5.  | 15 tháng 10 năm 2013 | Sân vận động Shah Alam, Shah Alam, Malaysia               | Bahrain    | 1–1       | 1–1     | Vòng loại Asian Cup 2015 |
| 6.  | 11 tháng 12 năm 2014 | Sân vận động Quốc gia Mỹ Đình, Hà Nội, Việt Nam           | Việt Nam   | 2–0       | 4–2     | AFF Suzuki Cup 2014      |
| 7.  | 12 tháng 10 năm 2018 | Sân vận động Sugathadasa, Colombo, Sri Lanka              | Sri Lanka  | 1–1       | 4–1     | Giao hữu                 |
| 8.  | 8 tháng 11 năm 2018  | Sân vận động Olympic, Phnôm Pênh, Campuchia               | Campuchia  | 1–0       | 1–0     | AFF Suzuki Cup 2018      |
| 9.  | 12 tháng 11 năm 2018 | Sân vận động Quốc gia Bukit Jalil, Kuala Lumpur, Malaysia | Lào        | 2–1       | 3–1     | AFF Suzuki Cup 2018      |
| 10. | 12 tháng 11 năm 2018 | Sân vận động Quốc gia Bukit Jalil, Kuala Lumpur, Malaysia | Lào        | 3–1       | 3–1     | AFF Suzuki Cup 2018      |
| 11. | 24 tháng 11 năm 2018 | Sân vận động Quốc gia Bukit Jalil, Kuala Lumpur, Malaysia | Myanmar    | 1–0       | 3–0     | AFF Suzuki Cup 2018      |
| 12. | 5 tháng 12 năm 2018  | Sân vận động Rajamangala, Băng Cốc, Thái Lan              | Thái Lan   | 2–2       | 2–2     | AFF Suzuki Cup 2018      |
| 13. | 7 tháng 6 năm 2019   | Sân vận động Quốc gia Bukit Jalil, Kuala Lumpur, Malaysia | Đông Timor | 3–0       | 7–1     | Vòng loại World Cup 2022 |
| 14. | 5 tháng 10 năm 2019  | Sân vận động Quốc gia Bukit Jalil, Kuala Lumpur, Malaysia | Sri Lanka  | 3–0       | 6–0     | Giao hữu                 |

1 FIFA đã thu hồi phân loại quốc tế ‘A’ cho trận đấu sau khi phát hiện ra rằng một đội câu lạc bộ Zimbabwe, Monomotapa United mạo danh đội tuyển quốc gia Zimbabwe và không được Hiệp hội bóng đá Zimbabwe chấp thuận.